# Kotédougou
Kotédougou est une commune rurale du département de Bobo-Dioulasso de la province du Houet dans la région du Hauts-Bassins au Burkina Faso.

## Géographie
Kotédougou est située dans le 4e arrondissement du département de Bobo-Dioulasso, à 5 km de Yéguéresso et à 18 km du centre de Bobo-Dioulasso.

## Histoire

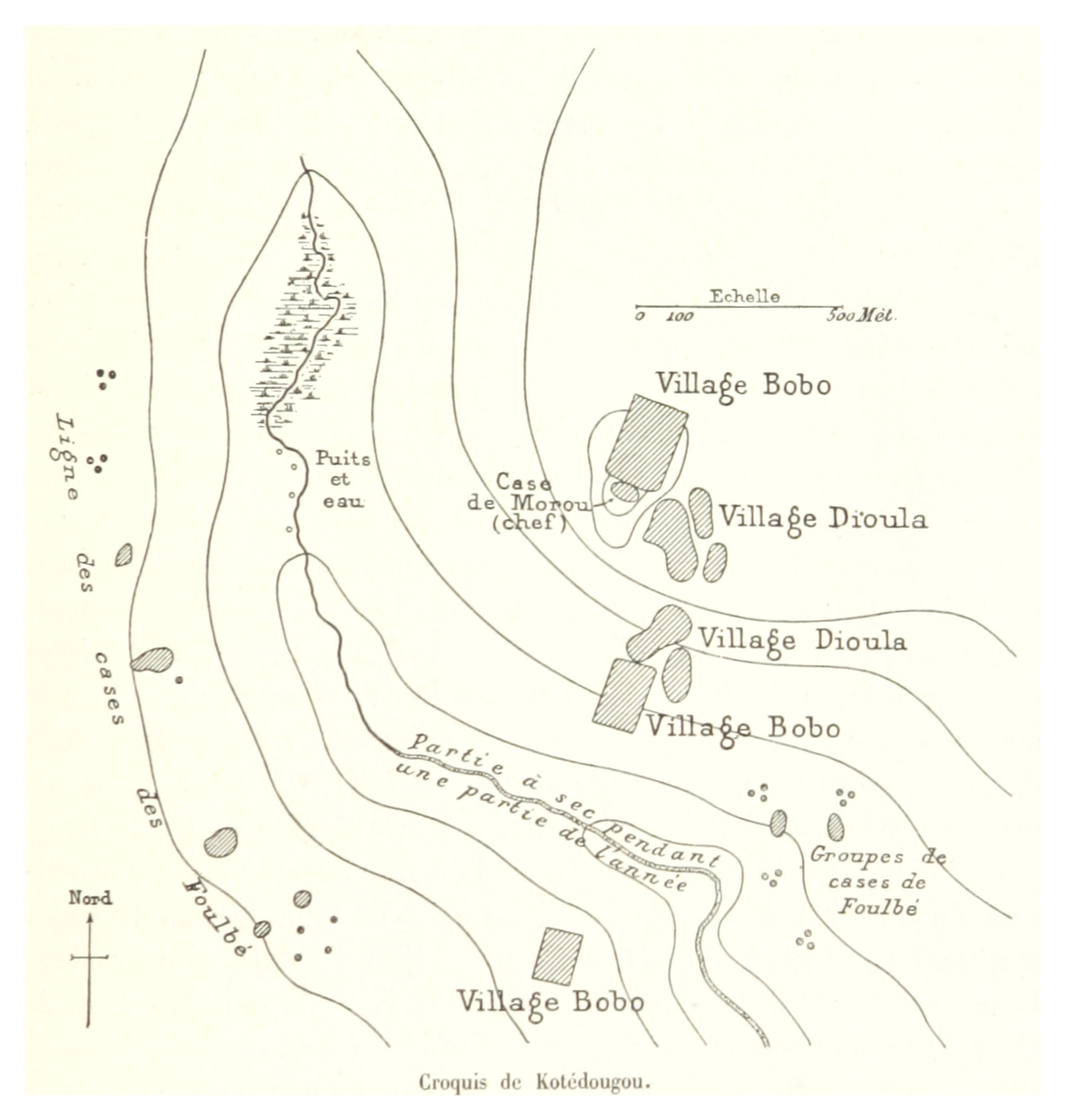
Croquis de Kotédougou par L. G. Binger, Du Niger au golfe de Guinée, Hachette, 1892, p. 381

La mosquée de la ville a été construite en 1887.
Louis-Gustave Binger y passe en avril 1888. Il écrit : « Kotédougou était encore il y a une trentaine d'années un village peuplé exclusivement de Bobofing » et retrace l'historique de sa population actuelle. Il ajoute : « Kotédougou marque la limite sud où l'on rencontre le Peul libre établi avec sa famille ».
Binger y tombe gravement malade (fièvre bilieuse hématurique). Il en décrit quelques pages plus loin l'habitation : « A Kotédougou et dans d'autres villages que j'ai traversés, l'habitation est plutôt un antre qu'une demeure. La case du rez-de-chaussée bien souvent n'a pas de porte. On monte sur le toit par un morceau de bois portant une ou deux entailles, car le rez-de-chaussée n'est pas haut et élevé en contre-bas du terrain. Une fois sur le toit, on descend par un trou de 50 centimètres de diamètre. Dans ces sortes de cavernes, il règne une demi-obscurité, le jour ne pénétrant bien souvent que par en haut. C'est là que se trouvent les provisions, la cuisine, et qu'habitent les femmes - les hommes se réservant le premier. La vermine pullule ; il y a là dedans des rats, des punaises, des asticots et jusqu'à des scorpions ».
Un forage équipé d'une pompe manuelle y a été établi en 2009.

## Économie
L'économie de la commune est liée à sa localisation le long de la route nationale 1 sur l'axe menant à Bobo-Dioulasso.

## Éducation et santé
La commune de Kotédougou accueille un centre de santé et de promotion sociale (CSPS).